# 北里弗 (紐約州)
北里弗（英語：North River）是位於美國紐約州沃倫縣的非建制地區。

## 歷史
北里弗的郵局自1854年營運至今。

## 地理
北里弗所處的海拔為高於海平面327米（即1073英呎），而該地所採用的時區為UTC-5，即北美东部时区（EST）。同時該地設有夏令時間，為UTC-5調快一小時，即UTC-4（EDT）。